# جون أونيل (لاعب كرة قاعدة)
جون أونيل (بالإنجليزية: John O'Neil)‏ هو لاعب كرة قاعدة أمريكي، ولد في 19 أبريل 1920 في Shelbiana, Kentucky ‏ في الولايات المتحدة، وتوفي في 18 أبريل 2012 في جيمستاون في الولايات المتحدة.